# Thriller (Achterbahn)
Thriller war eine Stahlachterbahn, die ursprünglich eine von der Schwarzkopf GmbH für den Schaustellerbetrieb Oscar Bruch konstruierte transportable Achterbahn mit vier Loopings, die am 17. Mai 1986 eröffnet wurde. Die Bahn hatte eine Höhe von 33,53 m, eine Grundfläche von 78 × 38 m und erreichte eine Höchstgeschwindigkeit von 85,3 km/h. Allerdings gab es gelegentlich bei Fahrgästen, die sich am Ende der Fahrzeuge befanden, Probleme wegen der hohen g-Kräfte. Aus diesem Grund wurden die letzten Reihen für Besucher gesperrt. Die Bahn war die einzige moderne Achterbahn mit annähernd kreisförmigen Loopings, was auch der Grund für die hohen Beschleunigungswerte ist.
Am 7. Dezember 1997 hatte die Bahn auf dem Hamburger Dom ihre letzte Fahrt auf europäischem Boden, bevor sie an die US-amerikanische Freizeitparkkette Six Flags verkauft wurde. Die neuen Inhaber bauten die Bahn zuerst im Six Flags AstroWorld (Texas) als Texas Tornado auf. Nach einigen technischen Problemen wurde 2002 die Schienenführung leicht modifiziert, die Bahn optisch erneuert und im Six Flags Discovery Kingdom (Kalifornien) als Zonga aufgebaut, wo sie 2006 wieder demontiert wurde. Ab dem 27. April 2008 drehte der ehemalige Thriller saisonal unter dem Namen Tsunami im mexikanischen Park Isla San Marcos Parque Temático in Aguascalientes seine Runden, bis im Jahr 2014 der Betrieb eingestellt wurde.
Im Februar 2016 wurde die Bahn schließlich abgebaut und eingelagert.
Pläne, die Bahn im deutschen Skyline Park aufzustellen, scheiterten an zu hohen Kosten für die Anpassung an aktuelle Sicherheitsbestimmungen.
Im Jahr 2021 wurde die Bahn schließlich an ein Recyclingunternehmen zum Schrottwert verkauft und dürfte somit mittlerweile verschrottet worden sein.